# Saison 2021-2022 de l'AJ Auxerre
Maillots
Dernière mise à jour : 07 avril 2023.
Chronologie
Saison précédente Saison suivante
L'AJ Auxerre joue lors de la saison 2021-2022, sa dixième saison consécutive en deuxième division. James Zhou, déjà propriétaire du club depuis octobre 2016, remplace Francis Graille et devient président du club. Jean-Marc Furlan entame sa troisième en tant d'entraîneur.

## Avant-saison
La reprise a lieu le 16 juin 2021.
Un stage a lieu à Munster du 19 au 26 juin 2021. Il est ponctué par un match amical contre l'ASM Belfort  rés..
Six matchs amicaux sont programmés pendant la préparation.
Liste des matchs amicaux 
| 1er match                 | ASM Belfort rés. (R1) | 0 - 4   | AJ Auxerre                                               |                                         |                                         |
| Samedi 26 juin 2021 16:00 |                       | (0 - 3) | 16e Touré · 27e Autret · 44e Perrin · 78e (pen.) Fortuné | Stade du Leymel, Munster Vidéo du match | Stade du Leymel, Munster Vidéo du match |
| Samedi 26 juin 2021 16:00 | Rapport YR            |         |                                                          | Stade du Leymel, Munster Vidéo du match | Stade du Leymel, Munster Vidéo du match |

| 2e match                    | CS Brétigny (N3) | 0 - 4   | AJ Auxerre                                              |                                                      |                                                      |
| Mercredi 30 juin 2021 19:00 |                  | (0 - 2) | 19e (csc) Adélaïde · 45+1e 55e Sinayoko · 85e Ben Fredj | Complexe Sportif Roger Treille, Paron Vidéo du match | Complexe Sportif Roger Treille, Paron Vidéo du match |
| Mercredi 30 juin 2021 19:00 | Rapport YR       |         |                                                         | Complexe Sportif Roger Treille, Paron Vidéo du match | Complexe Sportif Roger Treille, Paron Vidéo du match |

| 3e match                    | AJ Auxerre                       | 3 - 0   | SAS Épinal (N2) |                                            |                                            |
| Samedi 3 juillet 2021 18:00 | Sinayoko 41e · Ben Fredj 67e 82e | (1 - 0) |                 | Stade Léon Laurent, Avallon Vidéo du match | Stade Léon Laurent, Avallon Vidéo du match |
| Samedi 3 juillet 2021 18:00 | Rapport YR                       |         |                 | Stade Léon Laurent, Avallon Vidéo du match | Stade Léon Laurent, Avallon Vidéo du match |

| 4e match                      | AJ Auxerre                              | 3 - 1   | US Créteil-Lusitanos (N1) |                                              |                                              |
| Mercredi 7 juillet 2021 18:00 | Ben Fredj 41e · Sinayoko 75e (pen.) 87e | (1 - 0) | 60e Soaré                 | Stade Lucien Masson, Migennes Vidéo du match | Stade Lucien Masson, Migennes Vidéo du match |
| Mercredi 7 juillet 2021 18:00 | Rapport YR                              |         |                           | Stade Lucien Masson, Migennes Vidéo du match | Stade Lucien Masson, Migennes Vidéo du match |

| 5e match                     | Stade de Reims (L1)                       | 4 - 1   | AJ Auxerre |                                                    |                                                    |
| Samedi 10 juillet 2021 17:00 | Ekiteke 14e 18e · Zeneli 28e · Kebbal 52e | (3 - 1) | 45e Jubal  | Centre de vie Raymond Kopa, Bétheny Vidéo du match | Centre de vie Raymond Kopa, Bétheny Vidéo du match |
| Samedi 10 juillet 2021 17:00 | Rapport YR                                |         |            | Centre de vie Raymond Kopa, Bétheny Vidéo du match | Centre de vie Raymond Kopa, Bétheny Vidéo du match |

| 6e match                     | AJ Auxerre | 1 - 3   | US Orléans (N1)                       |                                    |                                    |
| Samedi 17 juillet 2021 18:00 | Hein 68e   | (0 - 2) | 41e Benkaïd · 43e Soumaré · 62e Talal | Stade de l'Abbé-Deschamps, Auxerre | Stade de l'Abbé-Deschamps, Auxerre |
| Samedi 17 juillet 2021 18:00 | Rapport YR |         |                                       | Stade de l'Abbé-Deschamps, Auxerre | Stade de l'Abbé-Deschamps, Auxerre |

### Autres matchs amicaux
Lors de la trêve internationale de septembre 2021, l'AJ Auxerre affronte le FC Metz en amical.
| Septembre 2021                  | FC Metz (L1) | 0 - 3   | AJ Auxerre                         |                                     |                                     |
| Vendredi 3 septembre 2021 16:00 |              | (0 - 1) | Hein 8e · Ben Fredj 54e · Hein 65e | Stade Charles Jacquin, Saint-Dizier | Stade Charles Jacquin, Saint-Dizier |

## Transferts

### Mercato d'été
Ce tableau regroupe l'ensemble des transferts réalisés lors du mercato estival.
mise à jour: 1er septembre 2021
| Type    | Poste             | Nom                | Âge | Nat.                 | Transfert           | Durée | Indemnité | Date          | Provenance/Destination         |
| ------- | ----------------- | ------------------ | --- | -------------------- | ------------------- | ----- | --------- | ------------- | ------------------------------ |
| Départ  | Attaquant         | Mickaël Le Bihan   | 31  | Drapeau de la France | Fin de contrat      |       |           | Mercato d'été | Dijon FCO (Ligue 2)            |
| Départ  | Défenseur         | Samuel Souprayen   | 32  | Drapeau de la France | Fin de contrat      |       |           | Mercato d'été | Botev Plovdiv (Première Ligue) |
| Départ  | Milieu de terrain | François Bellugou  | 34  | Drapeau de la France | Fin de contrat      |       |           | Mercato d'été | Fin de carrière                |
| Départ  | Attaquant         | Yanis Begraoui     | 19  | Drapeau de la France | Fin de contrat      |       |           | Mercato d'été | Toulouse FC (Ligue 2)          |
| Départ  | Milieu de terrain | Axel Ngando        | 27  | Drapeau de la France | Fin de contrat      |       |           | Mercato d'été | Destination inconnue           |
| Départ  | Défenseur         | Kenji-Van Boto     | 24  | Drapeau de la France | Prêt                |       |           | Mercato d'été | Pau FC (Ligue 2)               |
| Départ  | Attaquant         | Kévin Fortuné      | 31  | Drapeau de la France | Transfert           |       |           | Mercato d'été | LB Châteauroux (National 1)    |
| Arrivée | Milieu de terrain | Gaëtan Perrin      | 24  | Drapeau de la France | Joueur libre        |       |           | Mercato d'été | US Orléans (National)          |
| Arrivée | Milieu de terrain | Kylian Silvestre   | 18  | Drapeau de la France | Premier contrat pro |       |           | Mercato d'été | AJ Auxerre rés. (National 2)   |
| Arrivée | Défenseur         | Théo Pellenard     | 24  | Drapeau de la France | Joueur libre        |       |           | Mercato d'été | Valenciennes FC (Ligue 2)      |
| Arrivée | Milieu de terrain | Kévin Danois       | 17  | Drapeau de la France | Premier contrat pro |       |           | Mercato d'été | AJ Auxerre rés. (National 2)   |
| Arrivée | Attaquant         | Gaëtan Charbonnier | 32  | Drapeau de la France | Joueur libre        |       |           | Mercato d'été | Stade brestois 29 (Ligue 1)    |
| Arrivée | Milieu de terrain | Alexis Trouillet   | 20  | Drapeau de la France | Prêt                |       |           | Mercato d'été | OGC Nice (Ligue 1)             |
| Type    | Poste             | Nom                | Âge | Nat.                 | Transfert           | Durée | Indemnité | Date          | Provenance/Destination         |

Âge = âge au moment du transfert; Nat. = nationalité; Date = date ou période du transfert ( = mercato d'été;  = mercato d'hiver)
ArrivéeDépart

### Autres mouvements
Le 3 juin 2022, Clément Akpa signe son premier contrat professionnel.
mise à jour: 3 juin 2022
| Type    | Poste     | Nom          | Âge | Nat.                 | Transfert           | Durée | Indemnité | Date          | Provenance/Destination       |
| ------- | --------- | ------------ | --- | -------------------- | ------------------- | ----- | --------- | ------------- | ---------------------------- |
| Arrivée | Défenseur | Clément Akpa | 20  | Drapeau de la France | Premier contrat pro | 2 ans |           | Mercato d'été | AJ Auxerre rés. (National 2) |
| Type    | Poste     | Nom          | Âge | Nat.                 | Transfert           | Durée | Indemnité | Date          | Provenance/Destination       |

Âge = âge au moment du transfert; Nat. = nationalité; Date = date ou période du transfert ( = mercato d'été;  = mercato d'hiver)
ArrivéeDépart

## Effectif de la saison 2021-2022
Le tableau suivant liste les joueurs ayant eu au moins une apparition dans le groupe professionnel sans contrat professionnel.
| Joueurs |    |                      |                 |                     |           |               |  |
| \| N° \| P. \| Nat. \| Nom \| Date de naissance \| Sélection \| Ancien club \| \| \| 50 \| G \| \| Clément Douguet \| 05/02/2002 (23 ans) \| – \| Formé au club \| \| \| 32 \| D \| \| Oumar Camara \| 12/04/2001 (23 ans) \| – \| Formé au club \| \| \| 34 \| M \| \| Iyad Mohamed \| 29/10/2001 (23 ans) \| Comores \| Formé au club \| \| \| 999 \| A \| \| Ousmane Camara \| 03/11/2001 (23 ans) \| – \| Formé au club \| \| |    |                      |                 |                     |           |               |  |
| |    |                      |                 |                     |           |               |  |
| N° | P. | Nat.                 | Nom             | Date de naissance   | Sélection | Ancien club   |  |
| 50 | G  | Drapeau de la France | Clément Douguet | 05/02/2002 (23 ans) | –         | Formé au club |  |
| 32 | D  | Drapeau de la France | Oumar Camara    | 12/04/2001 (23 ans) | –         | Formé au club |  |
| 34 | M  | Drapeau des Comores  | Iyad Mohamed    | 29/10/2001 (23 ans) | Comores   | Formé au club |  |
| 999 | A  | Drapeau de la Guinée | Ousmane Camara  | 03/11/2001 (23 ans) | –         | Formé au club |  |

| N°  | P. | Nat.                 | Nom             | Date de naissance   | Sélection | Ancien club   |  |
| 50  | G  | Drapeau de la France | Clément Douguet | 05/02/2002 (23 ans) | –         | Formé au club |  |
| 32  | D  | Drapeau de la France | Oumar Camara    | 12/04/2001 (23 ans) | –         | Formé au club |  |
| 34  | M  | Drapeau des Comores  | Iyad Mohamed    | 29/10/2001 (23 ans) | Comores   | Formé au club |  |
| 999 | A  | Drapeau de la Guinée | Ousmane Camara  | 03/11/2001 (23 ans) | –         | Formé au club |  |

Le tableau suivant liste les joueurs de l'équipe première en prêt.
| Joueurs prêtés |    |                                             |                |                     |                |              |  |
| \| N° \| P. \| Nat. \| Nom \| Date de naissance \| Sélection \| Club en prêt \| \| \| 999 \| D \| \| Kenji-Van Boto \| 07/03/1996 (24 ans) \| France -17 ans \| Pau FC \| \| \| 999 \| A \| \| Ji Xiaoxuan \| 19/03/1993 (26 ans) \| – \| Qingdao FC \| \| |    |                                             |                |                     |                |              |  |
| |    |                                             |                |                     |                |              |  |
| N° | P. | Nat.                                        | Nom            | Date de naissance   | Sélection      | Club en prêt |  |
| 999 | D  | Drapeau de la France                        | Kenji-Van Boto | 07/03/1996 (24 ans) | France -17 ans | Pau FC       |  |
| 999 | A  | Drapeau de la République populaire de Chine | Ji Xiaoxuan    | 19/03/1993 (26 ans) | –              | Qingdao FC   |  |

| N°  | P. | Nat.                                        | Nom            | Date de naissance   | Sélection      | Club en prêt |  |
| 999 | D  | Drapeau de la France                        | Kenji-Van Boto | 07/03/1996 (24 ans) | France -17 ans | Pau FC       |  |
| 999 | A  | Drapeau de la République populaire de Chine | Ji Xiaoxuan    | 19/03/1993 (26 ans) | –              | Qingdao FC   |  |

## Compétition

### Ligue 2
L'AJ Auxerre évolue en Ligue 2.

#### Résultats

##### Juillet 2021
| 1re journée                  | Amiens SC                  | 1 - 2   | AJ Auxerre                                | | |
| Samedi 24 juillet 2021 19:00 | Alphonse 40e               | (1 - 0) | 63e Sakhi · 71e Hein                      | Stade de la Licorne, Amiens Spectateurs : 5 562 Diffuseur : La chaîne L'Équipe (multiplex) et L'Équipe Live Vidéo du match Arbitrage : Mathieu Vernice | Stade de la Licorne, Amiens Spectateurs : 5 562 Diffuseur : La chaîne L'Équipe (multiplex) et L'Équipe Live Vidéo du match Arbitrage : Mathieu Vernice |
| Samedi 24 juillet 2021 19:00 | Lomotey 76e · Alphonse 87e | Rapport | 45+1e Perrin · 48e Georgen · 82e Sinayoko | Stade de la Licorne, Amiens Spectateurs : 5 562 Diffuseur : La chaîne L'Équipe (multiplex) et L'Équipe Live Vidéo du match Arbitrage : Mathieu Vernice | Stade de la Licorne, Amiens Spectateurs : 5 562 Diffuseur : La chaîne L'Équipe (multiplex) et L'Équipe Live Vidéo du match Arbitrage : Mathieu Vernice |

##### Août 2021
| 2e journée              | AJ Auxerre                       | 3 - 0   | Grenoble Foot 38 | | |
| Lundi 2 août 2021 20:45 | Autret 3e · Hein 14e · Sakhi 85e | (2 - 0) |                  | Stade de l'Abbé-Deschamps, Auxerre Spectateurs : 4 460 Diffuseur : beIN Sports 1 Vidéo du match Arbitrage : Romain Lissorgue | Stade de l'Abbé-Deschamps, Auxerre Spectateurs : 4 460 Diffuseur : beIN Sports 1 Vidéo du match Arbitrage : Romain Lissorgue |
| Lundi 2 août 2021 20:45 |                                  | Rapport | 42e Bunjaku      | Stade de l'Abbé-Deschamps, Auxerre Spectateurs : 4 460 Diffuseur : beIN Sports 1 Vidéo du match Arbitrage : Romain Lissorgue | Stade de l'Abbé-Deschamps, Auxerre Spectateurs : 4 460 Diffuseur : beIN Sports 1 Vidéo du match Arbitrage : Romain Lissorgue |

| 3e journée               | AJ Auxerre                            | 0 - 0   | AC Ajaccio                                            | | |
| Samedi 7 août 2021 19:00 |                                       | (0 - 0) |                                                       | Stade de l'Abbé-Deschamps, Auxerre Spectateurs : 4 942 Diffuseur : La chaîne L'Équipe (multiplex) et L'Équipe Live Vidéo du match Arbitrage : Olivier Thual | Stade de l'Abbé-Deschamps, Auxerre Spectateurs : 4 942 Diffuseur : La chaîne L'Équipe (multiplex) et L'Équipe Live Vidéo du match Arbitrage : Olivier Thual |
| Samedi 7 août 2021 19:00 | Touré 60e · Sinayoko 68e · Hein 90+7e | Rapport | 40e Youssouf · 78e Botué · 83e Gonzalez · 90e Courtet | Stade de l'Abbé-Deschamps, Auxerre Spectateurs : 4 942 Diffuseur : La chaîne L'Équipe (multiplex) et L'Équipe Live Vidéo du match Arbitrage : Olivier Thual | Stade de l'Abbé-Deschamps, Auxerre Spectateurs : 4 942 Diffuseur : La chaîne L'Équipe (multiplex) et L'Équipe Live Vidéo du match Arbitrage : Olivier Thual |

| 4e journée               | Paris FC                  | 1 - 1   | AJ Auxerre              | | |
| Lundi 16 août 2021 20:45 | Laura 73e                 | (0 - 0) | 80e (pen.) Autret       | Stade Charléty, Paris Spectateurs : 3 253 Diffuseur : beIN Sports 1 Vidéo du match Arbitrage : Nicolas Rainville | Stade Charléty, Paris Spectateurs : 3 253 Diffuseur : beIN Sports 1 Vidéo du match Arbitrage : Nicolas Rainville |
| Lundi 16 août 2021 20:45 | Name 15e · Guilavogui 79e | Rapport | 53e Léon · 68e Sinayoko | Stade Charléty, Paris Spectateurs : 3 253 Diffuseur : beIN Sports 1 Vidéo du match Arbitrage : Nicolas Rainville | Stade Charléty, Paris Spectateurs : 3 253 Diffuseur : beIN Sports 1 Vidéo du match Arbitrage : Nicolas Rainville |

| 5e journée               | AJ Auxerre                | 1 - 2   | EA Guingamp                  | | |
| Lundi 23 août 2021 20:45 | Perrin 64e                | (0 - 1) | 45e M'Changama · 49e Phaeton | Stade de l'Abbé-Deschamps, Auxerre Spectateurs : 6 516 Diffuseur : beIN Sports 1 Vidéo du match Arbitrage : Aurélien Petit | Stade de l'Abbé-Deschamps, Auxerre Spectateurs : 6 516 Diffuseur : beIN Sports 1 Vidéo du match Arbitrage : Aurélien Petit |
| Lundi 23 août 2021 20:45 | Sinayoko 40e · Autret 89e | Rapport | 72e Diarra                   | Stade de l'Abbé-Deschamps, Auxerre Spectateurs : 6 516 Diffuseur : beIN Sports 1 Vidéo du match Arbitrage : Aurélien Petit | Stade de l'Abbé-Deschamps, Auxerre Spectateurs : 6 516 Diffuseur : beIN Sports 1 Vidéo du match Arbitrage : Aurélien Petit |

| 6e journée                | AS Nancy-Lorraine | 1 - 4   | AJ Auxerre                                   | | |
| Samedi 28 août 2021 19:00 | Bondo 83e (pen.)  | (0 - 2) | 6e Jubal Jr · 30e Ndom · 63e 77e Charbonnier | Stade Marcel-Picot, Tomblaine Spectateurs : 5 977 Diffuseur : La chaîne L'Équipe (multiplex) et L'Équipe Live Vidéo du match Arbitrage : Gaël Angoula | Stade Marcel-Picot, Tomblaine Spectateurs : 5 977 Diffuseur : La chaîne L'Équipe (multiplex) et L'Équipe Live Vidéo du match Arbitrage : Gaël Angoula |
| Samedi 28 août 2021 19:00 | Basila 88e        | Rapport | 17e Arcus · 61e Bernard                      | Stade Marcel-Picot, Tomblaine Spectateurs : 5 977 Diffuseur : La chaîne L'Équipe (multiplex) et L'Équipe Live Vidéo du match Arbitrage : Gaël Angoula | Stade Marcel-Picot, Tomblaine Spectateurs : 5 977 Diffuseur : La chaîne L'Équipe (multiplex) et L'Équipe Live Vidéo du match Arbitrage : Gaël Angoula |

##### Septembre 2021
| 7e journée                     | AJ Auxerre                                  | 4 - 0   | Chamois niortais FC | | |
| Samedi 11 septembre 2021 19:00 | Charbonnier 16e 70e 87e · Conté 90+1e (csc) | (1 - 0) |                     | Stade de l'Abbé-Deschamps, Auxerre Spectateurs : 7 802 Diffuseur : La chaîne L'Équipe (multiplex) et L'Équipe Live Vidéo du match Arbitrage : Abdellatif Kherradji | Stade de l'Abbé-Deschamps, Auxerre Spectateurs : 7 802 Diffuseur : La chaîne L'Équipe (multiplex) et L'Équipe Live Vidéo du match Arbitrage : Abdellatif Kherradji |
| Samedi 11 septembre 2021 19:00 | Rapport                                     |         |                     | Stade de l'Abbé-Deschamps, Auxerre Spectateurs : 7 802 Diffuseur : La chaîne L'Équipe (multiplex) et L'Équipe Live Vidéo du match Arbitrage : Abdellatif Kherradji | Stade de l'Abbé-Deschamps, Auxerre Spectateurs : 7 802 Diffuseur : La chaîne L'Équipe (multiplex) et L'Équipe Live Vidéo du match Arbitrage : Abdellatif Kherradji |

| 8e journée                     | US Quevilly-Rouen Métropole | 0 - 0   | AJ Auxerre           | | |
| Samedi 18 septembre 2021 19:00 |                             | (0 - 0) |                      | Stade Robert-Diochon, Le Petit-Quevilly Spectateurs : 3 549 Diffuseur : La chaîne L'Équipe (multiplex) et L'Équipe Live Vidéo du match Arbitrage : Olivier Thual | Stade Robert-Diochon, Le Petit-Quevilly Spectateurs : 3 549 Diffuseur : La chaîne L'Équipe (multiplex) et L'Équipe Live Vidéo du match Arbitrage : Olivier Thual |
| Samedi 18 septembre 2021 19:00 | Dekoke 62e · Sidibé 90+4e   | Rapport | 57e Touré · 57e Hein | Stade Robert-Diochon, Le Petit-Quevilly Spectateurs : 3 549 Diffuseur : La chaîne L'Équipe (multiplex) et L'Équipe Live Vidéo du match Arbitrage : Olivier Thual | Stade Robert-Diochon, Le Petit-Quevilly Spectateurs : 3 549 Diffuseur : La chaîne L'Équipe (multiplex) et L'Équipe Live Vidéo du match Arbitrage : Olivier Thual |

| 9e journée                    | AJ Auxerre     | 1 - 0   | Rodez AF | | |
| Mardi 21 septembre 2021 20:00 | Charbonnier 8e | (1 - 0) |          | Stade de l'Abbé-Deschamps, Auxerre Spectateurs : 7 445 Diffuseur : La chaîne L'Équipe (multiplex) et L'Équipe Live Vidéo du match Arbitrage : Bartolomeu Varela | Stade de l'Abbé-Deschamps, Auxerre Spectateurs : 7 445 Diffuseur : La chaîne L'Équipe (multiplex) et L'Équipe Live Vidéo du match Arbitrage : Bartolomeu Varela |
| Mardi 21 septembre 2021 20:00 | Rapport        |         |          | Stade de l'Abbé-Deschamps, Auxerre Spectateurs : 7 445 Diffuseur : La chaîne L'Équipe (multiplex) et L'Équipe Live Vidéo du match Arbitrage : Bartolomeu Varela | Stade de l'Abbé-Deschamps, Auxerre Spectateurs : 7 445 Diffuseur : La chaîne L'Équipe (multiplex) et L'Équipe Live Vidéo du match Arbitrage : Bartolomeu Varela |

| 10e journée                      | FC Sochaux-Montbéliard | 0 - 0   | AJ Auxerre               | | |
| Vendredi 24 septembre 2021 21:00 |                        | (0 - 0) |                          | Stade Auguste-Bonal, Montbéliard Spectateurs : 9 185 Diffuseur : La chaîne L'Équipe (multiplex) et L'Équipe Live Vidéo du match Arbitrage : Rémi Landry | Stade Auguste-Bonal, Montbéliard Spectateurs : 9 185 Diffuseur : La chaîne L'Équipe (multiplex) et L'Équipe Live Vidéo du match Arbitrage : Rémi Landry |
| Vendredi 24 septembre 2021 21:00 |                        | Rapport | 65e Pellenard · 77e Ndom | Stade Auguste-Bonal, Montbéliard Spectateurs : 9 185 Diffuseur : La chaîne L'Équipe (multiplex) et L'Équipe Live Vidéo du match Arbitrage : Rémi Landry | Stade Auguste-Bonal, Montbéliard Spectateurs : 9 185 Diffuseur : La chaîne L'Équipe (multiplex) et L'Équipe Live Vidéo du match Arbitrage : Rémi Landry |

##### Octobre 2021
| 11e journée                 | AJ Auxerre                   | 2 - 2   | Nîmes Olympique                          | | |
| Samedi 2 octobre 2021 15:00 | Autret 40e · Charbonnier 48e | (1 - 0) | 75e 90e Koné                             | Stade de l'Abbé-Deschamps, Auxerre Spectateurs : 9 479 Diffuseur : beIN Sports 2 Vidéo du match Arbitrage : Romain Lissorgue | Stade de l'Abbé-Deschamps, Auxerre Spectateurs : 9 479 Diffuseur : beIN Sports 2 Vidéo du match Arbitrage : Romain Lissorgue |
| Samedi 2 octobre 2021 15:00 | Touré 18e · Charbonnier 23e  | Rapport | 37e Cubas · 79e Sainte-Luce · 90+1e Koné | Stade de l'Abbé-Deschamps, Auxerre Spectateurs : 9 479 Diffuseur : beIN Sports 2 Vidéo du match Arbitrage : Romain Lissorgue | Stade de l'Abbé-Deschamps, Auxerre Spectateurs : 9 479 Diffuseur : beIN Sports 2 Vidéo du match Arbitrage : Romain Lissorgue |

| 12e journée                  | Toulouse FC                                               | 6 - 0   | AJ Auxerre   | | |
| Samedi 16 octobre 2021 15:00 | Healey 4e 72e · Ratão 7e 46e · Mvoué 24e · Nicolaisen 84e | (3 - 0) |              | Stadium, Toulouse Spectateurs : 10 302 Diffuseur : beIN Sports 1 Vidéo du match Arbitrage : Frank Schneider | Stadium, Toulouse Spectateurs : 10 302 Diffuseur : beIN Sports 1 Vidéo du match Arbitrage : Frank Schneider |
| Samedi 16 octobre 2021 15:00 | Genreau 44e · Ratão 46e                                   | Rapport | 49e Dugimont | Stadium, Toulouse Spectateurs : 10 302 Diffuseur : beIN Sports 1 Vidéo du match Arbitrage : Frank Schneider | Stadium, Toulouse Spectateurs : 10 302 Diffuseur : beIN Sports 1 Vidéo du match Arbitrage : Frank Schneider |

| 13e journée                 | AJ Auxerre                  | 1 - 0   | SC Bastia   | | |
| Lundi 25 octobre 2021 20:45 | Touré 34e                   | (1 - 0) |             | Stade de l'Abbé-Deschamps, Auxerre Spectateurs : 8 559 Diffuseur : beIN Sports 1 Vidéo du match Arbitrage : Pierre Legat | Stade de l'Abbé-Deschamps, Auxerre Spectateurs : 8 559 Diffuseur : beIN Sports 1 Vidéo du match Arbitrage : Pierre Legat |
| Lundi 25 octobre 2021 20:45 | Charbonnier 37e · Coeff 66e | Rapport | 59e Ducrocq | Stade de l'Abbé-Deschamps, Auxerre Spectateurs : 8 559 Diffuseur : beIN Sports 1 Vidéo du match Arbitrage : Pierre Legat | Stade de l'Abbé-Deschamps, Auxerre Spectateurs : 8 559 Diffuseur : beIN Sports 1 Vidéo du match Arbitrage : Pierre Legat |

##### Novembre 2021
| 14e journée                   | Valenciennes FC | 1 - 2   | AJ Auxerre                | | |
| Lundi 1er novembre 2021 20:45 | Hamache 48e     | (0 - 0) | 50e Sinayoko · 63e Perrin | Stade du Hainaut, Valenciennes Spectateurs : 6 574 Diffuseur : beIN Sports 1 Vidéo du match Arbitrage : Aurélien Petit | Stade du Hainaut, Valenciennes Spectateurs : 6 574 Diffuseur : beIN Sports 1 Vidéo du match Arbitrage : Aurélien Petit |
| Lundi 1er novembre 2021 20:45 | Rapport         |         |                           | Stade du Hainaut, Valenciennes Spectateurs : 6 574 Diffuseur : beIN Sports 1 Vidéo du match Arbitrage : Aurélien Petit | Stade du Hainaut, Valenciennes Spectateurs : 6 574 Diffuseur : beIN Sports 1 Vidéo du match Arbitrage : Aurélien Petit |

| 15e journée                  | AJ Auxerre                                                      | 4 - 1   | Pau FC                    | | |
| Samedi 6 novembre 2021 15:00 | Perrin 8e · Autret 73e (pen.) · Mohamed 89e · Charbonnier 90+2e | (1 - 0) | 66e Armand                | Stade de l'Abbé-Deschamps, Auxerre Spectateurs : 10 308 Diffuseur : beIN Sports max 4 Vidéo du match Arbitrage : Guillaume Paradis | Stade de l'Abbé-Deschamps, Auxerre Spectateurs : 10 308 Diffuseur : beIN Sports max 4 Vidéo du match Arbitrage : Guillaume Paradis |
| Samedi 6 novembre 2021 15:00 | Hein 34e · Bernard 74e                                          | Rapport | 39e Kouassi · 59e Batisse | Stade de l'Abbé-Deschamps, Auxerre Spectateurs : 10 308 Diffuseur : beIN Sports max 4 Vidéo du match Arbitrage : Guillaume Paradis | Stade de l'Abbé-Deschamps, Auxerre Spectateurs : 10 308 Diffuseur : beIN Sports max 4 Vidéo du match Arbitrage : Guillaume Paradis |

| 16e journée                  | Dijon FCO                              | 3 - 1   | AJ Auxerre                               | | |
| Lundi 22 novembre 2021 20:45 | Jacob 16e · Scheidler 38e · Benzia 79e | (2 - 0) | 61e Charbonnier                          | Stade Gaston-Gérard, Dijon Spectateurs : 11 301 Diffuseur : beIN Sports 1 Vidéo du match Arbitrage : Nicolas Rainville | Stade Gaston-Gérard, Dijon Spectateurs : 11 301 Diffuseur : beIN Sports 1 Vidéo du match Arbitrage : Nicolas Rainville |
| Lundi 22 novembre 2021 20:45 | Coulibaly 87e                          | Rapport | 41e Jubal Jr · 60e Touré · 87e Pellenard | Stade Gaston-Gérard, Dijon Spectateurs : 11 301 Diffuseur : beIN Sports 1 Vidéo du match Arbitrage : Nicolas Rainville | Stade Gaston-Gérard, Dijon Spectateurs : 11 301 Diffuseur : beIN Sports 1 Vidéo du match Arbitrage : Nicolas Rainville |

##### Décembre 2021
| 17e journée                  | AJ Auxerre                      | 2 - 2   | SM Caen                      | | |
| Samedi 4 décembre 2021 15:00 | Riou 45+1e (csc) · Jubal Jr 81e | (1 - 1) | 13e Mendy · 76e Vandermersch | Stade de l'Abbé-Deschamps, Auxerre Spectateurs : 6 366 Diffuseur : beIN Sports 1 Vidéo du match Arbitrage : Jérôme Miguelgorry | Stade de l'Abbé-Deschamps, Auxerre Spectateurs : 6 366 Diffuseur : beIN Sports 1 Vidéo du match Arbitrage : Jérôme Miguelgorry |
| Samedi 4 décembre 2021 15:00 | Pellenard 53e                   | Rapport | 90+1e Vandermersch           | Stade de l'Abbé-Deschamps, Auxerre Spectateurs : 6 366 Diffuseur : beIN Sports 1 Vidéo du match Arbitrage : Jérôme Miguelgorry | Stade de l'Abbé-Deschamps, Auxerre Spectateurs : 6 366 Diffuseur : beIN Sports 1 Vidéo du match Arbitrage : Jérôme Miguelgorry |

| 18e journée                   | USL Dunkerque | 0 - 2   | AJ Auxerre             | | |
| Samedi 11 décembre 2021 19:00 |               | (0 - 0) | 54e Autret · 84e Sakhi | Stade Marcel-Tribut, Dunkerque Spectateurs : 1 925 Diffuseur : La chaîne L'Équipe (multiplex) et Prime Video Vidéo du match Arbitrage : Guillaume Paradis | Stade Marcel-Tribut, Dunkerque Spectateurs : 1 925 Diffuseur : La chaîne L'Équipe (multiplex) et Prime Video Vidéo du match Arbitrage : Guillaume Paradis |
| Samedi 11 décembre 2021 19:00 | Dudouit 42e   | Rapport |                        | Stade Marcel-Tribut, Dunkerque Spectateurs : 1 925 Diffuseur : La chaîne L'Équipe (multiplex) et Prime Video Vidéo du match Arbitrage : Guillaume Paradis | Stade Marcel-Tribut, Dunkerque Spectateurs : 1 925 Diffuseur : La chaîne L'Équipe (multiplex) et Prime Video Vidéo du match Arbitrage : Guillaume Paradis |

| 19e journée                  | AJ Auxerre                                   | 2 - 3   | Le Havre AC                           | | |
| Mardi 21 décembre 2021 20:45 | Charbonnier 17e 90+1e                        | (1 - 2) | 3e Boura · 41e Alioui · 61e Boutaïb   | Stade de l'Abbé-Deschamps, Auxerre Spectateurs : 6 985 Diffuseur : beIN Sports 2 Vidéo du match Arbitrage : Pierre Legat | Stade de l'Abbé-Deschamps, Auxerre Spectateurs : 6 985 Diffuseur : beIN Sports 2 Vidéo du match Arbitrage : Pierre Legat |
| Mardi 21 décembre 2021 20:45 | Hein 35e · Charbonnier 90+4e · Bernard 90+7e | Rapport | 68e Boura · 79e Fofana · 90+6e Bonnet | Stade de l'Abbé-Deschamps, Auxerre Spectateurs : 6 985 Diffuseur : beIN Sports 2 Vidéo du match Arbitrage : Pierre Legat | Stade de l'Abbé-Deschamps, Auxerre Spectateurs : 6 985 Diffuseur : beIN Sports 2 Vidéo du match Arbitrage : Pierre Legat |

##### Janvier 2022
| 20e journée                 | Grenoble Foot 38 | 0 - 1   | AJ Auxerre                           | | |
| Samedi 8 janvier 2022 19:00 |                  | (0 - 1) | 31e Charbonnier                      | Stade des Alpes, Grenoble Spectateurs : 3 881 Diffuseur : La chaîne L'Équipe (multiplex) et Prime Video Vidéo du match Arbitrage : Benjamin Lepaysant | Stade des Alpes, Grenoble Spectateurs : 3 881 Diffuseur : La chaîne L'Équipe (multiplex) et Prime Video Vidéo du match Arbitrage : Benjamin Lepaysant |
| Samedi 8 janvier 2022 19:00 | Gaspar 84e       | Rapport | 25e Georgen · 55e Joly · 90+4e Touré | Stade des Alpes, Grenoble Spectateurs : 3 881 Diffuseur : La chaîne L'Équipe (multiplex) et Prime Video Vidéo du match Arbitrage : Benjamin Lepaysant | Stade des Alpes, Grenoble Spectateurs : 3 881 Diffuseur : La chaîne L'Équipe (multiplex) et Prime Video Vidéo du match Arbitrage : Benjamin Lepaysant |

| 21e journée                    | AC Ajaccio                | 0 - 0   | AJ Auxerre                         | | |
| Vendredi 28 janvier 2022 19:00 |                           | (0 - 0) |                                    | Stade François-Coty, Ajaccio Spectateurs : 3 300 Diffuseur : beIN Sports 2 Vidéo du match Arbitrage : Mathieu Vernice | Stade François-Coty, Ajaccio Spectateurs : 3 300 Diffuseur : beIN Sports 2 Vidéo du match Arbitrage : Mathieu Vernice |
| Vendredi 28 janvier 2022 19:00 | Vidal 48e · Marchetti 70e | Rapport | 30e Joly · 35e Léon · 72e Jubal Jr | Stade François-Coty, Ajaccio Spectateurs : 3 300 Diffuseur : beIN Sports 2 Vidéo du match Arbitrage : Mathieu Vernice | Stade François-Coty, Ajaccio Spectateurs : 3 300 Diffuseur : beIN Sports 2 Vidéo du match Arbitrage : Mathieu Vernice |

##### Février 2022
| 22e journée                  | AJ Auxerre      | 1 - 2   | Paris FC                  | | |
| Mardi 1er février 2022 19:00 | Charbonnier 13e | (1 - 1) | 35e (pen.) 70e Guilavogui | Stade de l'Abbé-Deschamps, Auxerre Spectateurs : 4 300 Diffuseur : beIN Sports 1 Vidéo du match Arbitrage : Gaël Angoula | Stade de l'Abbé-Deschamps, Auxerre Spectateurs : 4 300 Diffuseur : beIN Sports 1 Vidéo du match Arbitrage : Gaël Angoula |
| Mardi 1er février 2022 19:00 | Léon 34e        | Rapport | 53e Hadjam · 56e Iglesias | Stade de l'Abbé-Deschamps, Auxerre Spectateurs : 4 300 Diffuseur : beIN Sports 1 Vidéo du match Arbitrage : Gaël Angoula | Stade de l'Abbé-Deschamps, Auxerre Spectateurs : 4 300 Diffuseur : beIN Sports 1 Vidéo du match Arbitrage : Gaël Angoula |

| 23e journée                 | EA Guingamp | 1 - 1   | AJ Auxerre   | | |
| Samedi 5 février 2022 19:00 | Muyumba 77e | (0 - 0) | 64e Sinayoko | Stade de Roudourou, Guingamp Spectateurs : 7 422 Diffuseur : La chaîne L'Équipe (multiplex) et Prime Video Vidéo du match Arbitrage : Abdeltatif Kherradji | Stade de Roudourou, Guingamp Spectateurs : 7 422 Diffuseur : La chaîne L'Équipe (multiplex) et Prime Video Vidéo du match Arbitrage : Abdeltatif Kherradji |
| Samedi 5 février 2022 19:00 | Sampaio 71e | Rapport | 80e Arcus    | Stade de Roudourou, Guingamp Spectateurs : 7 422 Diffuseur : La chaîne L'Équipe (multiplex) et Prime Video Vidéo du match Arbitrage : Abdeltatif Kherradji | Stade de Roudourou, Guingamp Spectateurs : 7 422 Diffuseur : La chaîne L'Équipe (multiplex) et Prime Video Vidéo du match Arbitrage : Abdeltatif Kherradji |

| 24e journée                  | AJ Auxerre                                   | 1 - 1   | AS Nancy-Lorraine | | |
| Samedi 12 février 2022 19:00 | Hein 45+4e                                   | (1 - 1) | 4e Thiam          | Stade de l'Abbé-Deschamps, Auxerre Spectateurs : 5 003 Diffuseur : La chaîne L'Équipe (multiplex) et Prime Video Vidéo du match Arbitrage : Marc Bollengier | Stade de l'Abbé-Deschamps, Auxerre Spectateurs : 5 003 Diffuseur : La chaîne L'Équipe (multiplex) et Prime Video Vidéo du match Arbitrage : Marc Bollengier |
| Samedi 12 février 2022 19:00 | Charbonnier 33e · Pellenard 38e · Autret 41e | Rapport | 45e El Aynaoui    | Stade de l'Abbé-Deschamps, Auxerre Spectateurs : 5 003 Diffuseur : La chaîne L'Équipe (multiplex) et Prime Video Vidéo du match Arbitrage : Marc Bollengier | Stade de l'Abbé-Deschamps, Auxerre Spectateurs : 5 003 Diffuseur : La chaîne L'Équipe (multiplex) et Prime Video Vidéo du match Arbitrage : Marc Bollengier |

| 25e journée                  | Chamois niortais FC | 0 - 1   | AJ Auxerre                    | | |
| Samedi 19 février 2022 19:00 |                     | (0 - 1) | 33e Hein                      | Stade René-Gaillard, Niort Spectateurs : 3 106 Diffuseur : La chaîne L'Équipe (multiplex) et Prime Video Vidéo du match Arbitrage : Frank Schneider | Stade René-Gaillard, Niort Spectateurs : 3 106 Diffuseur : La chaîne L'Équipe (multiplex) et Prime Video Vidéo du match Arbitrage : Frank Schneider |
| Samedi 19 février 2022 19:00 | Merdji 61e          | Rapport | 53e Bernard · 84e Charbonnier | Stade René-Gaillard, Niort Spectateurs : 3 106 Diffuseur : La chaîne L'Équipe (multiplex) et Prime Video Vidéo du match Arbitrage : Frank Schneider | Stade René-Gaillard, Niort Spectateurs : 3 106 Diffuseur : La chaîne L'Équipe (multiplex) et Prime Video Vidéo du match Arbitrage : Frank Schneider |

| 26e journée                  | AJ Auxerre   | 1 - 0   | US Quevilly-Rouen Métropole | | |
| Samedi 26 février 2022 19:00 | Dugimont 13e | (1 - 0) |                             | Stade de l'Abbé-Deschamps, Auxerre Spectateurs : 5 214 Diffuseur : La chaîne L'Équipe (multiplex) et Prime Video Vidéo du match Arbitrage : Rémi Landry | Stade de l'Abbé-Deschamps, Auxerre Spectateurs : 5 214 Diffuseur : La chaîne L'Équipe (multiplex) et Prime Video Vidéo du match Arbitrage : Rémi Landry |
| Samedi 26 février 2022 19:00 | Dugimont 66e | Rapport | 88e Bahassa                 | Stade de l'Abbé-Deschamps, Auxerre Spectateurs : 5 214 Diffuseur : La chaîne L'Équipe (multiplex) et Prime Video Vidéo du match Arbitrage : Rémi Landry | Stade de l'Abbé-Deschamps, Auxerre Spectateurs : 5 214 Diffuseur : La chaîne L'Équipe (multiplex) et Prime Video Vidéo du match Arbitrage : Rémi Landry |

##### Mars 2022
| 27e journée              | Rodez AF                    | 1 - 3   | AJ Auxerre              | | |
| Samedi 5 mars 2022 19:00 | Boissier 75e                | (0 - 1) | 6e 52e Hein · 56e Arcus | Stade Paul-Lignon, Rodez Spectateurs : 1 393 Diffuseur : La chaîne L'Équipe (multiplex) et Prime Video Vidéo du match Arbitrage : Jérôme Miguelgorry | Stade Paul-Lignon, Rodez Spectateurs : 1 393 Diffuseur : La chaîne L'Équipe (multiplex) et Prime Video Vidéo du match Arbitrage : Jérôme Miguelgorry |
| Samedi 5 mars 2022 19:00 | Boissier 88e · Corredor 90e | Rapport | 37e Hein                | Stade Paul-Lignon, Rodez Spectateurs : 1 393 Diffuseur : La chaîne L'Équipe (multiplex) et Prime Video Vidéo du match Arbitrage : Jérôme Miguelgorry | Stade Paul-Lignon, Rodez Spectateurs : 1 393 Diffuseur : La chaîne L'Équipe (multiplex) et Prime Video Vidéo du match Arbitrage : Jérôme Miguelgorry |

| 28e journée               | AJ Auxerre                              | 3 - 2   | FC Sochaux-Montbéliard    | | |
| Samedi 12 mars 2022 15:00 | Sahki 5e · Autret 18e · Charbonnier 56e | (2 - 1) | 36e Kitala · 76e Mauricio | Stade de l'Abbé-Deschamps, Auxerre Spectateurs : 10 091 Diffuseur : beIN Sports 2 Vidéo du match Arbitrage : Benjamin Lepaysant | Stade de l'Abbé-Deschamps, Auxerre Spectateurs : 10 091 Diffuseur : beIN Sports 2 Vidéo du match Arbitrage : Benjamin Lepaysant |
| Samedi 12 mars 2022 15:00 | Hein 35e                                | Rapport | 55e Aaneba · 86e Kalulu   | Stade de l'Abbé-Deschamps, Auxerre Spectateurs : 10 091 Diffuseur : beIN Sports 2 Vidéo du match Arbitrage : Benjamin Lepaysant | Stade de l'Abbé-Deschamps, Auxerre Spectateurs : 10 091 Diffuseur : beIN Sports 2 Vidéo du match Arbitrage : Benjamin Lepaysant |

| 29e journée              | Nîmes Olympique | 1 - 2   | AJ Auxerre                             | | |
| Mardi 15 mars 2022 19:00 | Benrahou 20e    | (1 - 2) | 9e Hein · 25e Perrin                   | Stade des Costières, Nîmes Spectateurs : Pierre Gaillouste Diffuseur : La chaîne L'Équipe (multiplex) et Prime Video Vidéo du match Arbitrage : 1838 | Stade des Costières, Nîmes Spectateurs : Pierre Gaillouste Diffuseur : La chaîne L'Équipe (multiplex) et Prime Video Vidéo du match Arbitrage : 1838 |
| Mardi 15 mars 2022 19:00 |                 | Rapport | 42e Sinayoko · 44e Arcus · 90+4e Sahki | Stade des Costières, Nîmes Spectateurs : Pierre Gaillouste Diffuseur : La chaîne L'Équipe (multiplex) et Prime Video Vidéo du match Arbitrage : 1838 | Stade des Costières, Nîmes Spectateurs : Pierre Gaillouste Diffuseur : La chaîne L'Équipe (multiplex) et Prime Video Vidéo du match Arbitrage : 1838 |

| 30e journée               | AJ Auxerre                      | 1 - 2   | Toulouse FC                   | | |
| Samedi 19 mars 2022 15:00 | Dugimont 71e                    | (0 - 2) | 33e (pen.) 41e van den Boomen | Stade de l'Abbé-Deschamps, Auxerre Spectateurs : 14 360 Diffuseur : beIN Sports 1 Vidéo du match Arbitrage : Stéphanie Frappart | Stade de l'Abbé-Deschamps, Auxerre Spectateurs : 14 360 Diffuseur : beIN Sports 1 Vidéo du match Arbitrage : Stéphanie Frappart |
| Samedi 19 mars 2022 15:00 | Charbonnier 38e · Pellenard 42e | Rapport | 9e Spierings                  | Stade de l'Abbé-Deschamps, Auxerre Spectateurs : 14 360 Diffuseur : beIN Sports 1 Vidéo du match Arbitrage : Stéphanie Frappart | Stade de l'Abbé-Deschamps, Auxerre Spectateurs : 14 360 Diffuseur : beIN Sports 1 Vidéo du match Arbitrage : Stéphanie Frappart |

##### Avril 2022
| 31e journée               | SC Bastia       | 1 - 1   | AJ Auxerre    | | |
| Samedi 2 avril 2022 19:00 | Magri 45e       | (1 - 0) | 90e Ben Fredj | Stade Armand-Cesari, Furiani Spectateurs : 3 000 Diffuseur : La chaîne L'Équipe (multiplex) et Prime Video Vidéo du match Arbitrage : Frank Schneider | Stade Armand-Cesari, Furiani Spectateurs : 3 000 Diffuseur : La chaîne L'Équipe (multiplex) et Prime Video Vidéo du match Arbitrage : Frank Schneider |
| Samedi 2 avril 2022 19:00 | Le Cardinal 64e | Rapport | 54e Jubal Jr  | Stade Armand-Cesari, Furiani Spectateurs : 3 000 Diffuseur : La chaîne L'Équipe (multiplex) et Prime Video Vidéo du match Arbitrage : Frank Schneider | Stade Armand-Cesari, Furiani Spectateurs : 3 000 Diffuseur : La chaîne L'Équipe (multiplex) et Prime Video Vidéo du match Arbitrage : Frank Schneider |

| 32e journée               | AJ Auxerre   | 1 - 0   | Valenciennes FC                          | | |
| Samedi 9 avril 2022 19:00 | Pellenard 8e | (1 - 0) |                                          | Stade de l'Abbé-Deschamps, Auxerre Spectateurs : 11 447 Diffuseur : La chaîne L'Équipe (multiplex) et Prime Video Vidéo du match Arbitrage : Gaël Angoula | Stade de l'Abbé-Deschamps, Auxerre Spectateurs : 11 447 Diffuseur : La chaîne L'Équipe (multiplex) et Prime Video Vidéo du match Arbitrage : Gaël Angoula |
| Samedi 9 avril 2022 19:00 | Sinayoko 60e | Rapport | 52e Masson · 52e Debuchy · 89e Lecoeuche | Stade de l'Abbé-Deschamps, Auxerre Spectateurs : 11 447 Diffuseur : La chaîne L'Équipe (multiplex) et Prime Video Vidéo du match Arbitrage : Gaël Angoula | Stade de l'Abbé-Deschamps, Auxerre Spectateurs : 11 447 Diffuseur : La chaîne L'Équipe (multiplex) et Prime Video Vidéo du match Arbitrage : Gaël Angoula |

| 33e journée                | Pau FC                                                           | 1 - 4   | AJ Auxerre                                    | | |
| Samedi 16 avril 2022 15:00 | Daubin 11e                                                       | (1 - 2) | 5e Sakhi · 13e Hein · 74e Sinayoko · 87e Joly | Nouste Camp, Pau Spectateurs : 3 406 Diffuseur : beIN Sports max 4 Vidéo du match Arbitrage : Aurélien Petit | Nouste Camp, Pau Spectateurs : 3 406 Diffuseur : beIN Sports max 4 Vidéo du match Arbitrage : Aurélien Petit |
| Samedi 16 avril 2022 15:00 | Lobry 43e · Sylvestre 55e · Kouassi 55e · Boto 64e · Batisse 68e | Rapport | 81e Hein                                      | Nouste Camp, Pau Spectateurs : 3 406 Diffuseur : beIN Sports max 4 Vidéo du match Arbitrage : Aurélien Petit | Nouste Camp, Pau Spectateurs : 3 406 Diffuseur : beIN Sports max 4 Vidéo du match Arbitrage : Aurélien Petit |

| 34e journée               | AJ Auxerre          | 2 - 1   | Dijon FCO                         | | |
| Mardi 19 avril 2022 20:00 | Hein 3e · Coeff 24e | (2 - 0) | 69e Scheidler                     | Stade de l'Abbé-Deschamps, Auxerre Spectateurs : 13 614 Diffuseur : beIN Sports 2 Vidéo du match Arbitrage : Marc Bollengier | Stade de l'Abbé-Deschamps, Auxerre Spectateurs : 13 614 Diffuseur : beIN Sports 2 Vidéo du match Arbitrage : Marc Bollengier |
| Mardi 19 avril 2022 20:00 |                     | Rapport | 31e Younoussa · 59e Philippoteaux | Stade de l'Abbé-Deschamps, Auxerre Spectateurs : 13 614 Diffuseur : beIN Sports 2 Vidéo du match Arbitrage : Marc Bollengier | Stade de l'Abbé-Deschamps, Auxerre Spectateurs : 13 614 Diffuseur : beIN Sports 2 Vidéo du match Arbitrage : Marc Bollengier |

| 35e journée                | SM Caen                             | 1 - 1   | AJ Auxerre                        | | |
| Samedi 23 avril 2022 15:00 | Deminguet 89e                       | (0 - 1) | 40e Charbonnier                   | Stade Michel-d'Ornano, Caen Spectateurs : 14 935 Diffuseur : beIN Sports 2 Vidéo du match Arbitrage : Pierre Legat | Stade Michel-d'Ornano, Caen Spectateurs : 14 935 Diffuseur : beIN Sports 2 Vidéo du match Arbitrage : Pierre Legat |
| Samedi 23 avril 2022 15:00 | Cissé 41e · Abdi 83e · Da Costa 90e | Rapport | 48e Autret · 55e Arcus · 78e Ndom | Stade Michel-d'Ornano, Caen Spectateurs : 14 935 Diffuseur : beIN Sports 2 Vidéo du match Arbitrage : Pierre Legat | Stade Michel-d'Ornano, Caen Spectateurs : 14 935 Diffuseur : beIN Sports 2 Vidéo du match Arbitrage : Pierre Legat |

| 36e journée                | AJ Auxerre                 | 1 - 0   | USL Dunkerque             | | |
| Samedi 30 avril 2022 15:00 | 88e Perrin                 | (0 - 0) |                           | Stade de l'Abbé-Deschamps, Auxerre Spectateurs : 10 714 Diffuseur : beIN Sports 2 Vidéo du match Arbitrage : Benjamin Lepaysant | Stade de l'Abbé-Deschamps, Auxerre Spectateurs : 10 714 Diffuseur : beIN Sports 2 Vidéo du match Arbitrage : Benjamin Lepaysant |
| Samedi 30 avril 2022 15:00 | 68e Pellenard · 74e Perrin | Rapport | 34e Pierre · 41e Trichard | Stade de l'Abbé-Deschamps, Auxerre Spectateurs : 10 714 Diffuseur : beIN Sports 2 Vidéo du match Arbitrage : Benjamin Lepaysant | Stade de l'Abbé-Deschamps, Auxerre Spectateurs : 10 714 Diffuseur : beIN Sports 2 Vidéo du match Arbitrage : Benjamin Lepaysant |

##### Mai 2022
| 37e journée             | Le Havre AC         | 1 - 2   | AJ Auxerre                   | | |
| Samedi 7 mai 2022 19:00 | 15e Ba              | (1 - 0) | 54e Hein · 66e Charbonnier   | Stade Océane, Le Havre Spectateurs : 8 058 Diffuseur : La chaîne L'Équipe (multiplex) et beIN Sports 3 Vidéo du match Arbitrage : Nicolas Rainville | Stade Océane, Le Havre Spectateurs : 8 058 Diffuseur : La chaîne L'Équipe (multiplex) et beIN Sports 3 Vidéo du match Arbitrage : Nicolas Rainville |
| Samedi 7 mai 2022 19:00 | 30e Bonnet · 41e Ba | Rapport | 36e Pellenard · 61e Jubal Jr | Stade Océane, Le Havre Spectateurs : 8 058 Diffuseur : La chaîne L'Équipe (multiplex) et beIN Sports 3 Vidéo du match Arbitrage : Nicolas Rainville | Stade Océane, Le Havre Spectateurs : 8 058 Diffuseur : La chaîne L'Équipe (multiplex) et beIN Sports 3 Vidéo du match Arbitrage : Nicolas Rainville |

| 38e journée              | AJ Auxerre                 | 2 - 1   | Amiens SC   | | |
| Samedi 14 mai 2022 19:00 | 33e Hein · 62e Charbonnier | (1 - 0) | 82e Sangaré | Stade de l'Abbé-Deschamps, Auxerre Spectateurs : 17 051 Diffuseur : La chaîne L'Équipe (multiplex) et beIN Sports max 4 Vidéo du match Arbitrage : Aurélien Petit | Stade de l'Abbé-Deschamps, Auxerre Spectateurs : 17 051 Diffuseur : La chaîne L'Équipe (multiplex) et beIN Sports max 4 Vidéo du match Arbitrage : Aurélien Petit |
| Samedi 14 mai 2022 19:00 |                            | Rapport | 74e Fofana  | Stade de l'Abbé-Deschamps, Auxerre Spectateurs : 17 051 Diffuseur : La chaîne L'Équipe (multiplex) et beIN Sports max 4 Vidéo du match Arbitrage : Aurélien Petit | Stade de l'Abbé-Deschamps, Auxerre Spectateurs : 17 051 Diffuseur : La chaîne L'Équipe (multiplex) et beIN Sports max 4 Vidéo du match Arbitrage : Aurélien Petit |

### Matchs de playoffs et barrages
|  | Barrages de Ligue 2 - Match 1 | Barrages de Ligue 2 - Match 1 | Barrages de Ligue 2 - Match 1 | Barrages de Ligue 2 - Match 1 |       |       | Barrages de Ligue 2 - Match 2 | Barrages de Ligue 2 - Match 2 | Barrages de Ligue 2 - Match 2 | Barrages de Ligue 2 - Match 2 |  |  | Barrages Ligue 1 | Barrages Ligue 1 | Barrages Ligue 1 | Barrages Ligue 1 |
|  |                               |                               |                               |                               |       |       |                               |                               |                               |                               |  |  |                  |                  |                  |                  |
|  |                               |                               |                               |                               |       |       |                               |                               |                               |                               |  |  |                  |                  |                  |                  |
|  |                               |                               |                               |                               |       |       |                               |                               |                               |                               |  |  |                  |                  |                  |                  |
|  |                               |                               |                               |                               |       |       |                               |                               |                               |                               |  |  |                  |                  |                  |                  |
|  |                               |                               |                               |                               |       |       |                               |                               |                               |                               |  |  |                  |                  |                  |                  |
|  |                               |                               |                               |                               |       |       |                               |                               |                               |                               |  |  |                  |                  |                  |                  |
|  |                               |                               |                               |                               |       |       |                               |                               |                               |                               |  |  |                  |                  |                  |                  |
|  |                               |                               |                               |                               |       |       |                               |                               |                               |                               |  |  |                  |                  |                  |                  |
|  |                               |                               |                               |                               |       |       |                               |                               |                               |                               |  |  |                  |                  |                  |                  |
|  |                               |                               |                               |                               |       |       |                               |                               |                               |                               |  |  |                  |                  |                  |                  |
|  |                               |                               |                               |                               |       |       |                               |                               |                               |                               |  |  |                  |                  |                  |                  |
|  |                               |                               |                               |                               |       |       |                               |                               |                               |                               |  |  |                  |                  |                  |                  |
|  | 18e L1                        | AS Saint-Étienne              | 1                             | 1 (4)                         |       |       |                               |                               |                               |                               |  |  |                  |                  |                  |                  |
|  | 18e L1                        | AS Saint-Étienne              | 1                             | 1 (4)                         |       |       |                               |                               |                               |                               |  |  |                  |                  |                  |                  |
|  |                               |                               | 3e L2                         | AJ Auxerre                    | 1     | 1 (5) |                               |                               |                               |                               |  |  |                  |                  |                  |                  |
|  |                               |                               |                               |                               | 1     | 1 (5) |                               |                               |                               |                               |  |  |                  |                  |                  |                  |
|  |                               |                               |                               |                               |       |       |                               |                               |                               |                               |  |  |                  |                  |                  |                  |
|  |                               |                               |                               |                               |       |       |                               |                               |                               |                               |  |  |                  |                  |                  |                  |
|  | 3e L2                         | AJ Auxerre                    | 0 (5)                         | 0 (5)                         |       |       |                               |                               |                               |                               |  |  |                  |                  |                  |                  |
|  | 3e L2                         | AJ Auxerre                    | 0 (5)                         | 0 (5)                         |       |       |                               |                               |                               |                               |  |  |                  |                  |                  |                  |
|  |                               |                               | 5e L2                         | FC Sochaux-Montbéliard        | 0 (4) | 0 (4) |                               |                               |                               |                               |  |  |                  |                  |                  |                  |
|  | 4e L2                         | Paris FC                      | 5e L2                         | FC Sochaux-Montbéliard        | 0 (4) | 0 (4) | 1                             | 1                             |                               |                               |  |  |                  |                  |                  |                  |
|  | 4e L2                         | Paris FC                      |                               |                               |       |       |                               | 1                             |                               |                               |  |  |                  |                  |                  |                  |
|  | 5e L2                         | FC Sochaux-Montbéliard        | 2                             | 2                             |       |       |                               |                               |                               |                               |  |  |                  |                  |                  |                  |
|  | 5e L2                         | FC Sochaux-Montbéliard        | 2                             | 2                             |       |       |                               |                               |                               |                               |  |  |                  |                  |                  |                  |
|  |                               |                               |                               |                               |       |       |                               |                               |                               |                               |  |  |                  |                  |                  |                  |

#### Barrages de promotion
Le 5e au 3e de la Ligue 2 prennent part à des playoffs en match unique dont le vainqueur affronte le 18e de la Ligue 1 dans le cadre d'un barrage aller-retour pour une place dans cette division la saison suivante.
| Match 1                 | Paris FC                                  | 1 - 2   | FC Sochaux-Montbéliard       | Stade Charléty, Paris                                 |                                                       |
| Mardi 17 mai 2022 20:30 | Siby 8e Name 4e · Alfarela 14e            | (1 - 1) | 45+1e Ambri · 90+2e Do Couto | Diffuseur : beIN Sports 1 Arbitrage : Jérémie Pignard | Diffuseur : beIN Sports 1 Arbitrage : Jérémie Pignard |
| Mardi 17 mai 2022 20:30 | Name 27e, 43e · Camara 67e · Iglesias 73e |         | 2e Diedhiou · 62e Weissbeck  | Diffuseur : beIN Sports 1 Arbitrage : Jérémie Pignard | Diffuseur : beIN Sports 1 Arbitrage : Jérémie Pignard |

| Match 2                    | AJ Auxerre                                      | 0 - 0                 | FC Sochaux-Montbéliard                     | Stade de l'Abbé-Deschamps, Auxerre                                        |                                                                           |
| Vendredi 20 mai 2022 20:30 |                                                 | (0 - 0, 0 - 0, 0 - 0) |                                            | Spectateurs : 17 324 Diffuseur : beIN Sports 1 Arbitrage : Jérôme Brisard | Spectateurs : 17 324 Diffuseur : beIN Sports 1 Arbitrage : Jérôme Brisard |
| Vendredi 20 mai 2022 20:30 | Charbonnier 66e · Bernard 92e                   |                       | 60e Henry · 108e Kitala · 116e Prévot ·    | Spectateurs : 17 324 Diffuseur : beIN Sports 1 Arbitrage : Jérôme Brisard | Spectateurs : 17 324 Diffuseur : beIN Sports 1 Arbitrage : Jérôme Brisard |
| Vendredi 20 mai 2022 20:30 | Dugimont · Jubal · Perrin · Charbonnier · Touré | Tirs au but 5 - 4     | Pogba · Henry · Kitala · Virginius · Ambri | Spectateurs : 17 324 Diffuseur : beIN Sports 1 Arbitrage : Jérôme Brisard | Spectateurs : 17 324 Diffuseur : beIN Sports 1 Arbitrage : Jérôme Brisard |

| Match aller             | AJ Auxerre (L2) | 1 - 1   | (L1) AS Saint-Étienne | Stade de l'Abbé-Deschamps, Auxerre                                                      |                                                                                         |
| Jeudi 26 mai 2022 19:00 | Perrin 86e      | (0 - 1) | 15e Youssouf          | Spectateurs : 17 479 Diffuseur : beIN Sports 1 et Prime Video Arbitrage : Benoît Millot | Spectateurs : 17 479 Diffuseur : beIN Sports 1 et Prime Video Arbitrage : Benoît Millot |
| Jeudi 26 mai 2022 19:00 | Bernard 49e     |         | 57e Bouanga           | Spectateurs : 17 479 Diffuseur : beIN Sports 1 et Prime Video Arbitrage : Benoît Millot | Spectateurs : 17 479 Diffuseur : beIN Sports 1 et Prime Video Arbitrage : Benoît Millot |

| Match retour               | AS Saint-Étienne (L1)                           | 1 - 1                 | (L2) AJ Auxerre                                 | Stade Geoffroy-Guichard, Saint-Étienne                                                   |                                                                                          |
| Dimanche 29 mai 2022 19:00 | Camara 76e                                      | (0 - 0, 1 - 1, 1 - 1) | 51e Sakhi                                       | Spectateurs : 24 489 Diffuseur : beIN Sports 1 et Prime Video Arbitrage : Antony Gautier | Spectateurs : 24 489 Diffuseur : beIN Sports 1 et Prime Video Arbitrage : Antony Gautier |
| Dimanche 29 mai 2022 19:00 |                                                 | 89e Touré ·           |                                                 | Spectateurs : 24 489 Diffuseur : beIN Sports 1 et Prime Video Arbitrage : Antony Gautier | Spectateurs : 24 489 Diffuseur : beIN Sports 1 et Prime Video Arbitrage : Antony Gautier |
| Dimanche 29 mai 2022 19:00 | Boudebouz · Nordin · Trauco · Dioussé · Bouanga | Tirs au but 4 - 5     | Dugimont · Jubal · Perrin · Charbonnier · Touré | Spectateurs : 24 489 Diffuseur : beIN Sports 1 et Prime Video Arbitrage : Antony Gautier | Spectateurs : 24 489 Diffuseur : beIN Sports 1 et Prime Video Arbitrage : Antony Gautier |

#### Classement
| Rang | Équipe                 | Pts | J  | G  | N  | P | Bp | Bc | Diff | Promotion, qualification ou relégation  |
| ---- | ---------------------- | --- | -- | -- | -- | - | -- | -- | ---- | --------------------------------------- |
| 1    | Toulouse FC (C, P)     | 79  | 38 | 23 | 10 | 5 | 82 | 33 | +49  | Promotion en Ligue 1                    |
| 2    | AC Ajaccio (P)         | 75  | 38 | 22 | 9  | 7 | 39 | 19 | +20  | Promotion en Ligue 1                    |
| 3    | AJ Auxerre (O, P)      | 74  | 38 | 21 | 11 | 6 | 61 | 39 | +22  | Participation aux barrages de promotion |
| 4    | Paris FC               | 70  | 38 | 20 | 10 | 8 | 54 | 35 | +19  | Participation aux barrages de promotion |
| 5    | FC Sochaux-Montbéliard | 68  | 38 | 19 | 11 | 8 | 47 | 34 | +13  | Participation aux barrages de promotion |

#### Meilleurs buteurs
Ce tableau regroupe l'ensemble des buteurs de l'AJ Auxerre en Ligue 2.
Mis à jour le 18 mai 2022 après la 38e journée.
| Pl. | Buteur             | But inscrit |
| --- | ------------------ | ----------- |
| 1   | Gaëtan Charbonnier | 17          |
| 2   | Gauthier Hein      | 11          |
| 3   | Mathias Autret     | 6           |
| 4   | Hamza Sakhi        | 5           |
| -   | Gaëtan Perrin      | 5           |
| 6   | Lassine Sinayoko   | 3           |
| 7   | Rémy Dugimont      | 2           |
| -   | Jubal Jr           | 2           |
| 9   | Iyad Mohamed       | 1           |
| -   | Carlens Arcus      | 1           |
| -   | Alexandre Coeff    | 1           |
| -   | Mohamed Ben Fredj  | 1           |
| -   | Paul Joly          | 1           |
| -   | Aly Ndom           | 1           |
| -   | Théo Pellenard     | 1           |
| -   | Birama Touré       | 1           |

#### Meilleurs passeurs décisifs
Ce tableau regroupe l'ensemble des passeurs décisifs de l'AJ Auxerre en Ligue 2.
Mis à jour le 18 mai 2022 après la 38e journée.
| Pl. | Passeur            | Passe décisive |
| --- | ------------------ | -------------- |
| 1   | Gaëtan Charbonnier | 7              |
| -   | Gauthier Hein      | 7              |
| 3   | Alexis Trouillet   | 5              |
| -   | Mathias Autret     | 5              |
| -   | Quentin Bernard    | 5              |
| 6   | Lassine Sinayoko   | 4              |
| -   | Hamza Sakhi        | 4              |
| -   | Carlens Arcus      | 4              |
| 9   | Gaëtan Perrin      | 2              |
| 10  | Nicolas Mercier    | 1              |
| -   | Rémy Dugimont      | 1              |
| -   | Alexandre Coeff    | 1              |

### Coupe de France
L'AJ Auxerre entre en lice au 7e tour se déroulant le samedi 13 novembre 2021.
| 7e tour                       | FC Limonest Dardilly St-Didier (N3)     | 2 - 4   | AJ Auxerre                       |                                                                    |                                                                    |
| Samedi 13 novembre 2021 18:00 | Feneuil 1re · Benedick 43e              | (2 - 2) | 24e 52e 83e Ben Fredj · 40e Joly | Parc des Sports Courtois Fillot, Limonest Arbitrage : Arnaud Baert | Parc des Sports Courtois Fillot, Limonest Arbitrage : Arnaud Baert |
| Samedi 13 novembre 2021 18:00 | 34e Laurent · 36e Garcin · 80e Meneceur | Rapport |                                  | Parc des Sports Courtois Fillot, Limonest Arbitrage : Arnaud Baert | Parc des Sports Courtois Fillot, Limonest Arbitrage : Arnaud Baert |

| 8e tour                       | Chambéry SF (N3)                                         | 4 - 6   | AJ Auxerre                                                                |                                                   |                                                   |
| Samedi 27 novembre 2021 15:00 | 15e Fortier · 57e Bennour · 62e Fortier · 88e Scarantino | (1 - 4) | 9e 31e Ben Fredj · 33e Dugimont · 40e Trouillet · 51e Sinayoko · 81e Hein | Stade Mager, Chambéry Arbitrage : Mathieu Vernice | Stade Mager, Chambéry Arbitrage : Mathieu Vernice |
| Samedi 27 novembre 2021 15:00 | 65e Albrecht                                             | Rapport |                                                                           | Stade Mager, Chambéry Arbitrage : Mathieu Vernice | Stade Mager, Chambéry Arbitrage : Mathieu Vernice |

| 32e de finale                 | LOSC Lille (L1)                         | 3 - 1   | AJ Auxerre   | | |
| Samedi 18 décembre 2021 18:30 | Angel Gomes 22e · David 33e · Çelik 38e | (3 - 0) | 47e Dugimont | Stade Pierre-Mauroy, Villeneuve-d'Ascq Diffuseur : Eurosport 2 (multiplex) Arbitrage : Eric Wattellier | Stade Pierre-Mauroy, Villeneuve-d'Ascq Diffuseur : Eurosport 2 (multiplex) Arbitrage : Eric Wattellier |
| Samedi 18 décembre 2021 18:30 | Rapport                                 |         |              | Stade Pierre-Mauroy, Villeneuve-d'Ascq Diffuseur : Eurosport 2 (multiplex) Arbitrage : Eric Wattellier | Stade Pierre-Mauroy, Villeneuve-d'Ascq Diffuseur : Eurosport 2 (multiplex) Arbitrage : Eric Wattellier |

#### Meilleurs buteurs
Ce tableau regroupe l'ensemble des buteurs de l'AJ Auxerre en Coupe de France.
Mis à jour le 19 décembre 2021 après la fin de la compétition.
| Pl. | Buteur            | But inscrit |
| --- | ----------------- | ----------- |
| 1   | Mohamed Ben Fredj | 5           |
| 2   | Rémy Dugimont     | 2           |
| 3   | Paul Joly         | 1           |
| -   | Alexis Trouillet  | 1           |
| -   | Lassine Sinayoko  | 1           |
| -   | Gauthier Hein     | 1           |

### Affluences
Affluence de l'AJA à domicile cette saison

### Meilleurs buteurs
Ce tableau regroupe l'ensemble des buteurs de l'AJ Auxerre.
Mis à jour le 30 mai 2022 après le barrage retour L1/L2.
| Pl. | Buteur             | L2 | PO/ Bar. | CDF | Total |
| --- | ------------------ | -- | -------- | --- | ----- |
| 1   | Gaëtan Charbonnier | 17 | 0        | 0   | 17    |
| 2   | Gauthier Hein      | 11 | 0        | 1   | 12    |
| 3   | Gaëtan Perrin      | 5  | 1        | 0   | 6     |
| -   | Hamza Sakhi        | 5  | 1        | 0   | 6     |
| -   | Mathias Autret     | 6  | 0        | 0   | 6     |
| -   | Mohamed Ben Fredj  | 1  | 0        | 5   | 6     |
| 7   | Lassine Sinayoko   | 3  | 0        | 1   | 4     |
| -   | Rémy Dugimont      | 2  | 0        | 2   | 4     |
| 9   | Jubal Jr           | 2  | 0        | 0   | 2     |
| -   | Paul Joly          | 1  | 0        | 1   | 2     |
| 11  | Iyad Mohamed       | 1  | 0        | 0   | 1     |
| -   | Carlens Arcus      | 1  | 0        | 0   | 1     |
| -   | Alexandre Coeff    | 1  | 0        | 0   | 1     |
| -   | Aly Ndom           | 1  | 0        | 0   | 1     |
| -   | Théo Pellenard     | 1  | 0        | 0   | 1     |
| -   | Birama Touré       | 1  | 0        | 0   | 1     |
| -   | Alexis Trouillet   | 0  | 0        | 1   | 1     |

### Équipe type de la saison

L'équipe type de la saison 2021-2022 de l'AJ Auxerre

#### Site officiel de l'AJ Auxerre
1. ↑  Communiqué du 10 mai 2021 sur le site de l'AJ Auxerre, le 10 mai 2021, consulté le 27 mai 2021.
2. ↑  Communiqué du 10 mai 2021 sur le site de l'AJ Auxerre, le 10 mai 2021, consulté le 27 mai 2021.
3. 1 2 3 4  « Les programmes de reprise de nos équipes », site de l'AJ Auxerre, 7 juin 2021. Consulté le 18 juin 2021.
4. ↑  « Kenji-Van Boto prêté à Pau », site de l'AJ Auxerre, 17 juin 2021. Consulté le 17 juin 2021.
5. ↑  « Kévin Fortuné transféré à la Berrichonne de Châteauroux », site de l'AJ Auxerre, 26 juillet 2021. Consulté le 26 juillet 2021.
6. ↑  « Gaëtan Perrin, première recrue estivale », site de l'AJ Auxerre, 26 mai 2021. Consulté le 27 mai 2021.
7. ↑  « Kylian Silvestre nouveau footballeur professionnel », site de l'AJ Auxerre, 27 mai 2021. Consulté le 27 mai 2021.
8. ↑  « Théo Pellenard renforce la défense bleue et blanche  », site de l'AJ Auxerre, 15 juin 2021. Consulté le 15 juin 2021.
9. ↑  « Kévin Danois signe son premier contrat professionnel », site de l'AJ Auxerre, 13 juillet 2021. Consulté le 13 juillet 2021.
10. ↑  « Gaëtan Charbonnier rejoint l'AJ Auxerre », site de l'AJ Auxerre, 2 août 2021. Consulté le 3 août 2021.
11. ↑  « Alexis Trouillet rejoint l'AJ Auxerre », site de l'AJ Auxerre, 30 août 2021. Consulté le 1er septembre 2021.
12. 1 2  « Clément Akpa signe son premier contrat professionnel », site de l'AJ Auxerre, 3 juin 2022. Consulté le 3 juin 2022.

#### Autres
1. ↑  « Mickaël Le Bihan bientôt dijonnais ! », site du Dijon FCO, 18 mai 2021. Consulté le 16 juin 2021.
2. ↑  « Liste des admis du master 2 2021/2022 », site du Centre de droit et d’économie du sport, 18 juin 2021. Consulté le 19 juillet 2021.
3. ↑  « Effectif pro », sur aja.fr (consulté le 19 octobre 2017)
4. ↑  Seule la nationalité sportive est indiquée. Un joueur peut avoir plusieurs nationalités mais n'a le droit de jouer que pour une seule sélection nationale.
5. ↑  Seule la sélection la plus importante est indiquée.